# Athens (New York)
Pour les articles homonymes, voir Athens.
Ne doit pas être confondu avec Athens (village, New York).
Athens est une ville de l’État de New York.